# 李晓英
李晓英（1966年5月—），女性，汉族，中共党员，山东聊城人，中华人民共和国政治人物。现任陕西省人大常委会副主任、党组成员、省总工会主席。